# Alfons III van Aragón
Alfons III (?, 1265 – Barcelona, 18 juni 1291), bijgenaamd el Liberal ("de Vrije") of el Franc ("de Vranke"), was koning van Aragón, Valencia en graaf van Barcelona (als Alfons II) vanaf 1285. Hij veroverde het koninkrijk Majorca tussen zijn troonsbestijging in 1285 en 1287.
Hij was de oudste zoon van Peter III van Aragón en Constantia van Sicilië, dochter en erfgename van Manfred van Sicilië. Zijn grootmoeder aan moederszijde was Beatrice van Savoye, een dochter van Amadeus IV van Savoye en Anna van Bourgondië.
Kort na zijn troonsbestijging startte hij een veldtocht om de Balearen weer in te lijven bij het koninkrijk Aragón. Die waren na de dood van zijn grootvader Jacobus I van Aragón verdeeld tussen diens twee zoons: Peter III van Aragón en Jacobus II van Majorca, respectievelijk de vader en oom van Alfons III.
Alfons III verklaarde in 1285 de oorlog aan zijn oom Jacobus I en in de daaropvolgende jaren veroverde hij zowel Majorca als Ibiza. Het hoogtepunt van zijn koningsperiode was de verovering van Menorca, het laatste Balearische eiland  op het kalifaat Córdoba in januari 1287. De laatste emir van Menorca, Abu Umar ibn Said, capituleerde in zijn fort Castell de Santa Àgueda. Deze dag vormt sindsdien de nationale feestdag van Menorca.
Oorspronkelijk trachtte hij ook de Aragonese aanspraken op Sicilië te laten gelden door zijn broer Jacobus II van Aragón te steunen in de strijd om Sicilië. Later zag hij hier vanaf en dwong hij zijn broer om deze aanspraken op te geven ten voordele van de Kerkelijke Staat.
Zijn regering werd gekenmerkt door de grondwettelijke strubbelingen met de Aragonese adel, wat uiteindelijk uitmondde in een verdrag dat bekend werd als de Unie van Aragón - de zogenaamde "Magna Carta" van Aragón. Hierdoor werden verschillende machtselementen van de koning overgedragen op de lagere edelen. Zijn onmacht om de eisen van de adel te weerstaan leidde tot een erfenis van verdeeldheid en onenigheid onder de Aragonese adel die het koninkrijk tot aan de rand van de anarchie zouden brengen.
Hij stierf op amper 27-jarige leeftijd in 1291 en werd begraven in Barcelona. Hij liet geen kinderen na, noch was hij ooit getrouwd. Hij werd opgevolgd door zijn broer Jacobus II van Aragón die sinds 1285 reeds koning van Sicilië was als Jacobus I van Sicilië.
Dante Alighieri vertelt in De goddelijke komedie (La Divina Commedia) dat hij Alfonso's geest zag zitten aan de poorten van het Vagevuur, samen met de andere vorsten die hij verantwoordelijk hield voor de politieke chaos in Europa gedurende de 13e eeuw. Alfonso III liet dus geen al te beste indruk na op zijn tijdgenoten en staat ondanks zijn veroveringen bekend als een zwakke vorst.